# El delator
El delator (títol original en anglès The Informer) és una pel·lícula de 1935 dirigida per John Ford i protagonitzada per Victor McLaglen. Està basada en la novel·la de l'escriptor irlandès Liam O'Flaherty. Va ser rodada en amb prou feines 3 setmanes.
Va obtenir 4 Oscars: Millor director, actor (Victor McLaglen), guió i música.
Pel·lícula fortament personal per a Ford, que va significar el seu primer Oscar, feu que durant la seva gestació el director s'enfrontés una vegada més amb els productors. Va haver de rodar en un plató molt vell amb decorats pintats sobre lona, però Ford i el seu operador convertiren les textures visuals en regnes d'ombres, evitant la definició delatora dels fons. Algunes seqüències memorables (com el judici) foren improvisades sobre la marxa.

## Repartiment
- Victor McLaglen - "Gypo" Nolan
- Heather Angel - Mary McPhillip
- Preston Foster - Dan Gallagher
- Margot Grahame - Katie Madden
- Wallace Ford - Frankie McPhillip
- Una O'Connor - Mrs McPhillip
- J. M. Kerrigan - Terry
- Joe Sawyer - Bartly Mulholland
- Neil Fitzgerald - Tommy Connor
- Donald Meek - Peter Mulligan
- D'Arcy Corrigan - The Blind Man
- Leo McCabe - Donahue
- Steve Pendleton - Dennis Daly (credited: Gaylord Pendleton)
- Francis Ford - "Jutge" Flynn
- May Boley - Madame Betty

## Premis i nominacions

### Premis
- Oscar al millor actor per Victor McLaglen
- Oscar al millor director per John Ford
- Oscar al millor guió original per Dudley Nichols
- Oscar a la millor banda sonora per Max Steiner.
- Millor guió al Festival Internacional de Cinema de Venècia per 	Dudley Nichols

### Nominacions
- Oscar a la millor pel·lícula
- Oscar al millor muntatge per George Hively